# Týmova Ves
Týmova Ves (německy Theindorf) je malá vesnice, část městyse Lukavec v okrese Pelhřimov. Nachází se asi 2 km na jih od Lukavce. V roce 2009 zde bylo evidováno 24 adres. V roce 2001 zde trvale žilo 56 obyvatel.
Týmova Ves je také název katastrálního území o rozloze 6,49 km2.

## Galerie

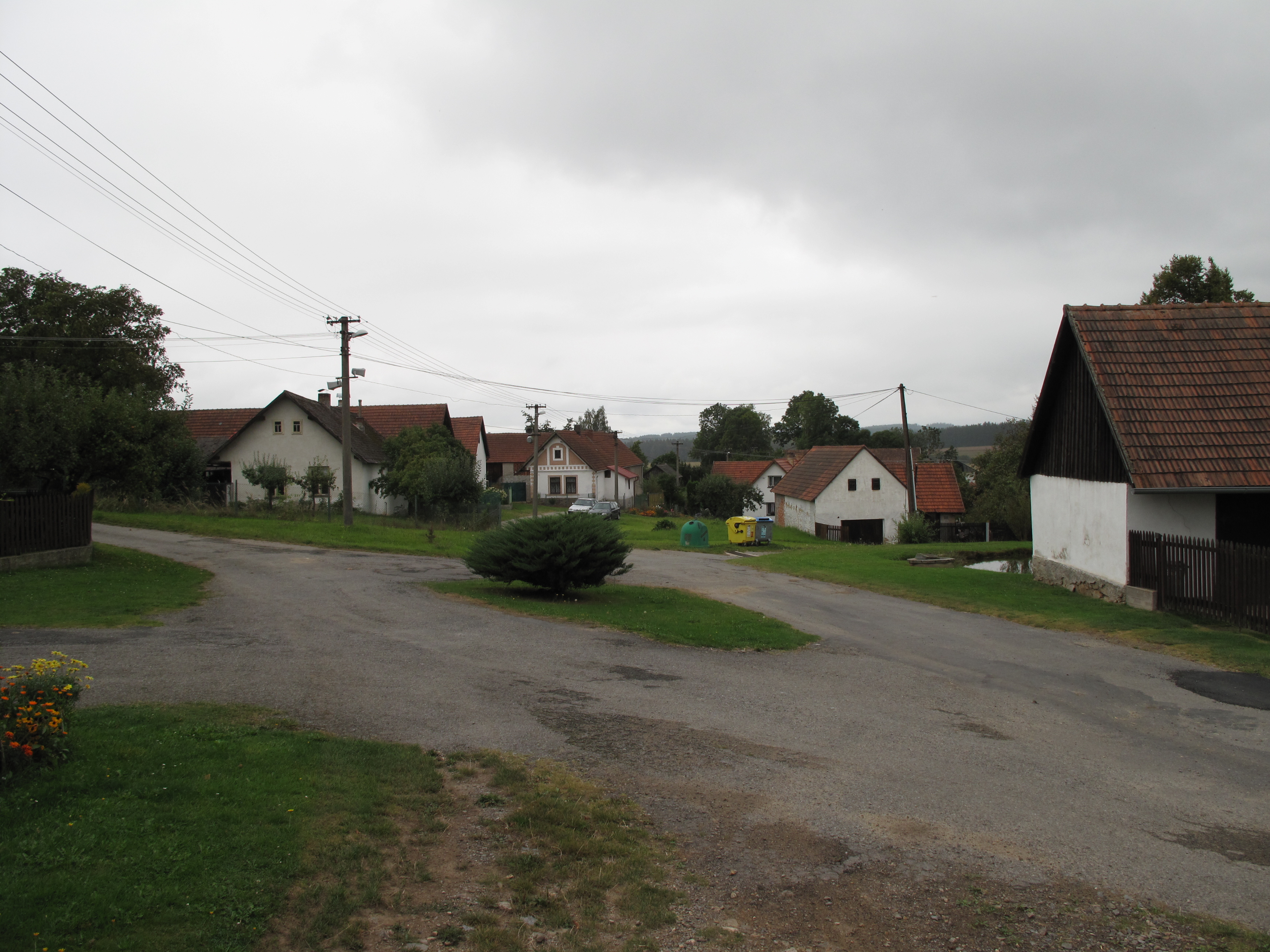
Náves
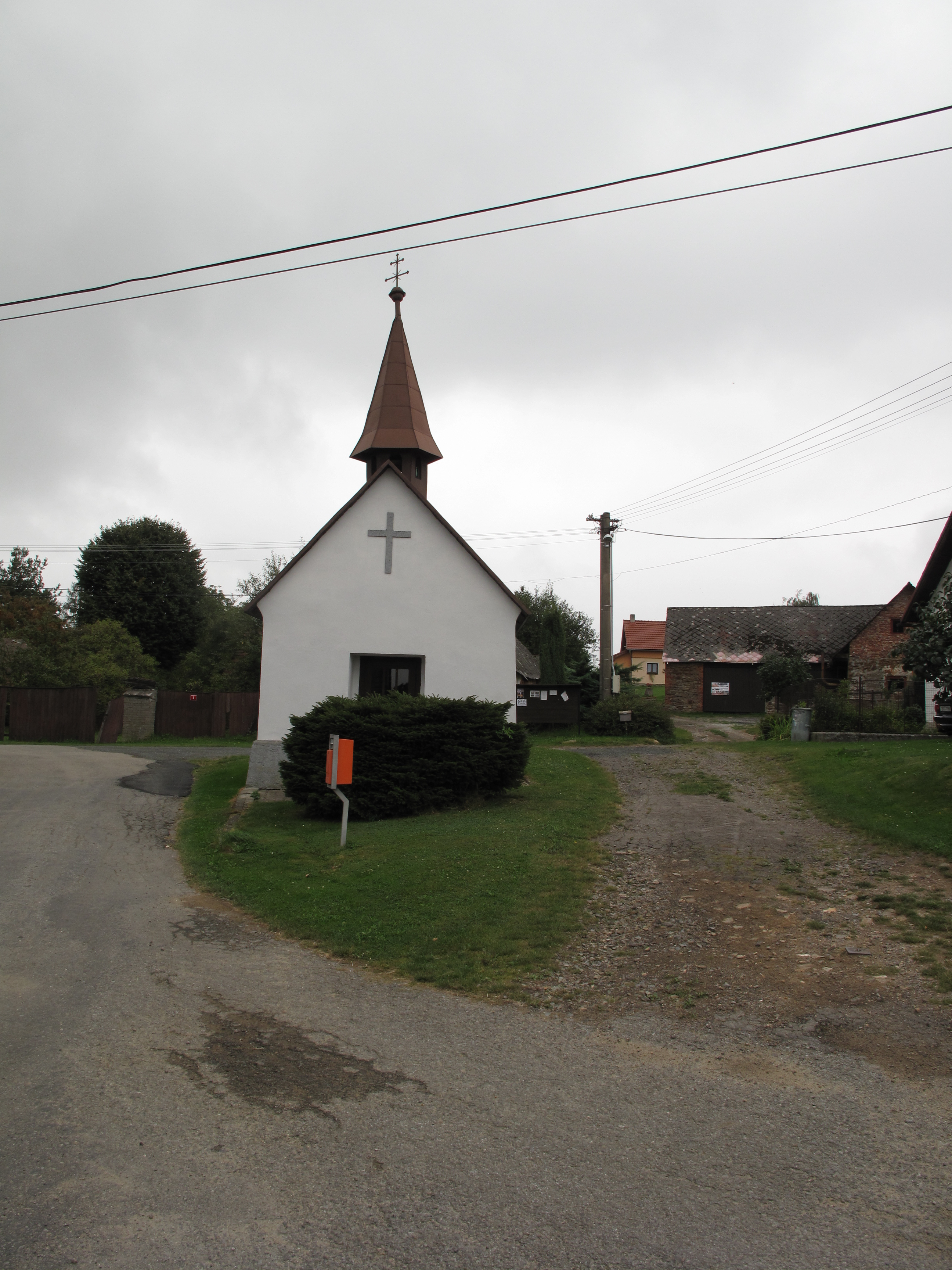
Kaple
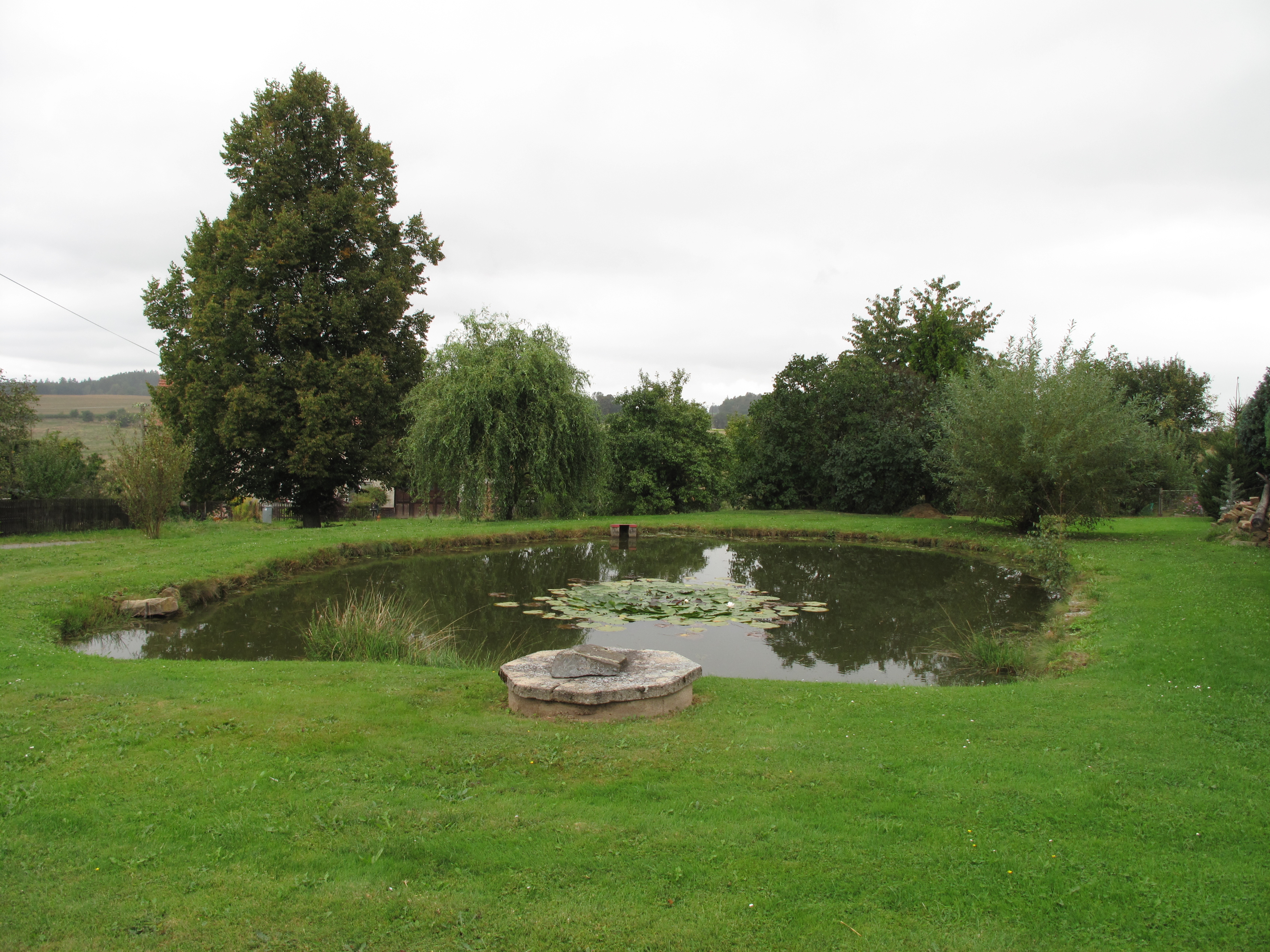
Nádrž